# Coquillettidia voltaensis
Coquillettidia voltaensis är en tvåvingeart som beskrevs av Sergei N. Danilov 1982. Coquillettidia voltaensis ingår i släktet Coquillettidia och familjen stickmyggor. Inga underarter finns listade i Catalogue of Life.